# Юнацький чемпіонат Європи з футболу (U-19) 2023
Чемпіонат Європи з футболу 2023 серед юнаків до 19 років (англ. 2023 UEFA European Under-19 Championship) — 20-й розіграш чемпіонату Європи з футболу серед юнаків до 19 років і 70-й, якщо враховувати всі юнацькі турніри. Чемпіонат відбувся на Мальті з 3 по 16 липня 2023 року.

## Кваліфікація
Відбірковий турнір до фінальної частини Чемпіонату Європи з футболу 2023 складався з двох раундів:
- Кваліфікаційний раунд: 21 вересня — 23 листопада 2022 року
- Елітний раунд: 22 березня — 28 березня 2023 року

У кваліфікаційному раунді брали участь 54 команди (Мальта автоматично потрапила до фінальної частини на правах господаря турніру, Португалія автоматично пройшла в елітний раунд як команда з найвищим коефіцієнтом), які були поділені на 13 груп по 4 команди. В елітний раунд вийшли переможці груп, команди, що зайняли другі місця, і одна найкраща команда серед тих, що посіли треті місця.
В елітному раунді взяли участь 28 команд, які були поділені на 7 груп по 4 команди. Переможці груп вийшли у фінальну частину.

## Збірні, що кваліфікувались на чемпіонат Європи
| Збірна     | Шлях кваліфікації                | Дата кваліфікації | Попередні турніри                                                           |
| ---------- | -------------------------------- | ----------------- | --------------------------------------------------------------------------- |
| Мальта     | Господар                         | 19 квітня 2021    | 0 (дебют)                                                                   |
| Норвегія   | Елітний раунд, переможці групи 1 | 25 березня 2023   | 5 (2002, 2003, 2005, 2018, 2019)                                            |
| Португалія | Елітний раунд, переможці групи 4 | 25 березня 2023   | 11 (2003, 2006, 2007, 2010, 2012, 2013, 2014, 2016, 2017, 2018, 2019)       |
| Італія     | Елітний раунд, переможці групи 2 | 28 березня 2023   | 8 (2003, 2004, 2008, 2010, 2016, 2018, 2019, 2022)                          |
| Іспанія    | Елітний раунд, переможці групи 3 | 28 березня 2023   | 12 (2002, 2004, 2006, 2007, 2008, 2009, 2010, 2011, 2012, 2013, 2015, 2019) |
| Греція     | Елітний раунд, переможці групи 5 | 28 березня 2023   | 6 (2005, 2007, 2008, 2011, 2012, 2015)                                      |
| Польща     | Елітний раунд, переможці групи 6 | 28 березня 2023   | 2 (2004, 2006)                                                              |
| Ісландія   | Елітний раунд, переможці групи 7 | 28 березня 2023   | 0 (дебют)                                                                   |

Примітка: уся статистика виступів включає лише період чемпіонатів U-19 (з 2002 року).

## Арени
| Національний стадіон | Сенченері            | Тоні Беззіна         |                      |                      |                      |
| Місткість: 16 997    | Місткість: 3 000     | Місткість: 2 968     |                      |                      |                      |
|                      |                      |                      |                      |                      |                      |
| Шевкія (Гоцо)        | Та-Калі Паола Шевкія | Та-Калі Паола Шевкія | Та-Калі Паола Шевкія | Та-Калі Паола Шевкія | Та-Калі Паола Шевкія |
| Гоцо                 | Та-Калі Паола Шевкія | Та-Калі Паола Шевкія | Та-Калі Паола Шевкія | Та-Калі Паола Шевкія | Та-Калі Паола Шевкія |
| Місткість: 1 644     | Та-Калі Паола Шевкія | Та-Калі Паола Шевкія | Та-Калі Паола Шевкія | Та-Калі Паола Шевкія | Та-Калі Паола Шевкія |
|                      | Та-Калі Паола Шевкія | Та-Калі Паола Шевкія | Та-Калі Паола Шевкія | Та-Калі Паола Шевкія | Та-Калі Паола Шевкія |

## Груповий етап

### Група A
| Поз | Команда    | І | В | Н | П | ГЗ | ГП | РГ | О | Кваліфікація |
| --- | ---------- | - | - | - | - | -- | -- | -- | - | ------------ |
| 1   | Португалія | 3 | 3 | 0 | 0 | 9  | 2  | +7 | 9 | Плей-оф      |
| 2   | Італія     | 3 | 1 | 1 | 1 | 6  | 6  | 0  | 4 | Плей-оф      |
| 3   | Польща     | 3 | 1 | 1 | 1 | 3  | 3  | 0  | 4 |              |
| 4   | Мальта     | 3 | 0 | 0 | 3 | 1  | 8  | −7 | 0 |              |

| 3 липня 2023 |     |            |
| Польща       | 0–2 | Португалія |
| Мальта       | 0–4 | Італія     |
| 6 липня 2023 |     |            |
| Португалія   | 5–1 | Італія     |
| Мальта       | 0–2 | Польща     |
| 9 липня 2023 |     |            |
| Португалія   | 2–1 | Мальта     |
| Італія       | 1–1 | Польща     |

### Група В
| Поз | Команда  | І | В | Н | П | ГЗ | ГП | РГ | О | Кваліфікація |
| --- | -------- | - | - | - | - | -- | -- | -- | - | ------------ |
| 1   | Іспанія  | 3 | 2 | 1 | 0 | 7  | 1  | +6 | 7 | Плей-оф      |
| 2   | Норвегія | 3 | 1 | 2 | 0 | 6  | 5  | +1 | 5 | Плей-оф      |
| 3   | Ісландія | 3 | 0 | 2 | 1 | 2  | 3  | −1 | 2 |              |
| 4   | Греція   | 3 | 0 | 1 | 2 | 4  | 10 | −6 | 1 |              |

| 4 липня 2023  |     |          |
| Норвегія      | 5–4 | Греція   |
| Ісландія      | 1–2 | Іспанія  |
| 7 липня 2023  |     |          |
| Греція        | 0–5 | Іспанія  |
| Ісландія      | 1–1 | Норвегія |
| 10 липня 2023 |     |          |
| Греція        | 0–0 | Ісландія |
| Іспанія       | 0–0 | Норвегія |

## Плей-оф
|  | Півфінали  | Півфінали |                    |   | Фінал | Фінал |
|  |            |           |                    |   |       |       |
|  | 13 липня   |           |                    |   |       |       |
|  |            |           |                    |   |       |       |
|  | Португалія | 5         |                    |   |       |       |
|  | Португалія | 5         | 16 липня – Та-Калі |   |       |       |
|  | Норвегія   | 0         |                    |   |       |       |
|  | Норвегія   | 0         | Португалія         | 0 |       |       |
|  | 13 липня   |           | Португалія         | 0 |       |       |
|  |            | Італія    | 1                  |   |       |       |
|  | Іспанія    | Італія    | 1                  | 2 |       |       |
|  | Іспанія    |           |                    | 2 |       |       |
|  | Італія     | 3         |                    |   |       |       |
|  | Італія     | 3         |                    |   |       |       |

### Півфінали
| 13 липня 2023 18:00 CEST |

| Португалія                                             | 5–0      | Норвегія |
| ------------------------------------------------------ | -------- | -------- |
| Са 6' У. Фелікс 17' (пен.) Рібейру 31', 66' Боржес 69' | Протокол |          |

| Тоні Беззіна, Паола Глядачів: 709 Арбітр: Яель Фалькон (Аргентина) |

| 13 липня 2023 21:00 CEST |

| Іспанія                       | 2–3      | Італія                             |
| ----------------------------- | -------- | ---------------------------------- |
| Барбера 58' Гасіоровський 74' | Протокол | Віньято 52' Пізіллі 66' Ліпані 85' |

| Національний стадіон, Та-Калі Глядачів: 1 712 Арбітр: Ігаль Фрід (Ізраїль) |

### Фінал
| 16 липня 2023 21:00 CEST |

| Португалія | 0–1      | Італія     |
| ---------- | -------- | ---------- |
|            | Протокол | Кайоде 19' |

| Національний стадіон, Та-Калі Арбітр: Свен Яблонскі (Німеччина) |